# Воронцовка (Ростовская область)
Воронцо́вка — посёлок в Кагальницком районе Ростовской области.
Входит в состав Новобатайского сельского поселения.

## География

### Улицы
| - ул. 40 Лет Победы, - ул. Веселая, - ул. Вишневая, - ул. Галичева, - ул. Мичурина, | - ул. Молодёжная, - ул. Садовая, - ул. Степная, - ул. Строителей, - ул. Школьная. |

## История
В 1987 г. указом ПВС РСФСР поселку четвертого отделения совхоза имени Вильямса присвоено наименование Воронцовка.

## Население
| 2010 |
| ---- |
| 884  |